# IC 1548
IC 1548 је спирална галаксија у сазвјежђу Андромеда која се налази на листи објеката дубоког неба у Индекс каталогу.
Деклинација објекта је + 22° 0' 25" а ректасцензија 0h 21m 55,1s. Привидна величина (магнитуда) објекта IC 1548 износи 14,7 а фотографска магнитуда 15,5. Налази се на удаљености од 92,080 милиона парсека од Сунца. IC 1548 је још познат и под ознакама CGCG 479-14, NPM1G +21.0016, PGC 1407.